# وینکس کلاب
وینکس کلاب (به انگلیسی: Winx Club) نام یک مجموعه پویانمایی است که توسط رینبو اس‌پی‌ای و بعدها نیکلودئون تولید شده است. این مجموعه توسط پویانمای ایتالیایی ایجینیو استرافی کارگردانی و ساخته شده است.
این مجموعه به دلیل پویانمایی‌های دخترانه، بیشتر در بین دختران محبوب است.
داستان با دختری از زمین به نام بلوم (Bloom) شروع می‌شود. دختری که متوجه می‌شود قدرت‌هایی خاص دارد و یک پری است. استلا (Stella) پری درخشش خورشید، او را وادار به نام‌نویسی در مدرسه قدرت‌های جادویی، آلفیا (Alfea) می‌کند. در اینجا بلوم، با پری‌های دیگری، مانند فلورا (Flora) پری طبیعت، میوسا (Musa) پری موسیقی، تکنا (Tecna) پری تکنولوژی و آیشا (Aisha) یا لایلا (Layla) پری امواج آشنا می‌شود ...

## فصل‌ها و قسمت‌ها
وینکس کلاب، تاکنون به صورت ۲۰۸ قسمت ۲۳ دقیقه‌ای و در ۸ فصل پخش شده‌است. نسخه ایتالیایی این کارتون از شبکه رای ۲ و نسخه انگلیسی این کارتون از شبکه‌های نیکلودئون و فاکس پخش شده‌است.